# فيرغس (اتحاد إداري)
اِتِّحاد ڤِيرغِس (بالأَلمانِيَّة: Verbandsgemeinden Wirges) هُو اِتِّحاد إِدارِي أَلمانِيَّ في مِنطَقَة ڤِيستر ڤَآلد كرآيس التَّابِعة لِمُحافظة كُوبلنز في وِلاَية رَآينٌ لَاند - بفَآلز في جُمهُوريَّة أَلمَانيَا الاِتّحاديّة. ويضُمُّ اِتِّحاد ڤِيرغِس مدِينة واحِدة، وإِحدى عشرة بلدة بمِساحة تُقَدَّر بحَوالَي 56 كم².

## مُدُن وبلدَات اِتِّحاد ڤِيرغِس
يضُمُّ اِتِّحاد ڤِيرغِس مدِينة واحِدة، وإِحدى عشرة بلدة بمِساحة تُقَدَّر بحَوالَي 56 كم². وهي كالتَّالي:

### المُدُن
| اِسم المدِينة | ٱلِٱسم بالأَلمانِيَّة | عَدد السُكَّان | المِساحَة (كم²) |
| ----------- | ---------------- | ---------- | ------------- |
| مدِينة ڤِيرغِس | Stadt Wirges     | 5٬345      | 10            |

### البلدَات
| اِسم البلدَة       | ٱلِٱسم بالأَلمانِيَّة        | عَدد السُكَّان | المِساحَة (كم²) |
| ---------------- | ----------------------- | ---------- | ------------- |
| بَلْدَة دِيرنٌبَآخ     | Gemeinde Dernbach       | 2٬499      | 9             |
| بَلْدَة سِيرسهَآنٌ     | Gemeinde Siershahn      | 2٬912      | 4             |
| بَلْدَة إِبِرنٌهَآنٌ     | Gemeinde Ebernhahn      | 1٬231      | 3             |
| بَلْدَة مُوغِندُورف    | Gemeinde Mogendorf      | 1٬267      | 4             |
| بَلْدَة أُوتزِينغِنٌ    | Gemeinde Ötzingen       | 1٬363      | 6             |
| بَلْدَة شتَآُودت      | Gemeinde Staudt         | 1٬252      | 3             |
| بَلْدَة هِيلفِرسكِيرشِنٌ | Gemeinde Helferskirchen | 1٬195      | 5             |
| بَلْدَة مُوشهَآيمٌ     | Gemeinde Moschheim      | 746        | 3             |
| بَلْدَة لُويِتِرُود     | Gemeinde Leuterod       | 858        | 4             |
| بَلْدَة بَآنّبِرشَآيد   | Gemeinde Bannberscheid  | 660        | 2             |
| بَلْدَة نِيدِيرسَايَنٌ   | Gemeinde Niedersayn     | 173        | 3             |

## وُصلات خارجيّة
- صفحة اِتِّحاد ڤِيرغِس الرّسميّة (باللُّغَةُ الألمانِيّة).

## مَراجع
1. ↑  "معلومات عن فيرغس (اتحاد إداري) على موقع d-nb.info". d-nb.info. مؤرشف من الأصل في 2019-12-11.
2. ↑  "معلومات عن فيرغس (اتحاد إداري) على موقع viaf.org". viaf.org. مؤرشف من الأصل في 2016-12-27.